# Frederikke Sofie
Frederikke Sofie Falbe-Hansen, conocida simplemente como Frederikke Sofie, es una modelo danesa. Ha protagonizado campañas para Céline, Chloé, Ralph Lauren, y H&M. Su belleza ha sido comparada a la de la diosa griega Afrodita y es conocida por sus "gafas intelectuales". En 2016, fue nominada por Models.com a "Modelo del Año: Mejor Novata" y quedó segunda en "Estrella de Estilo Callejero del Año".

## Carrera
Frederikke Sofie fue descubierta cuando se encontraba en un concierto en Copenhague, Dinamarca y se hizo modelo para así poder viajar y ganar dinero. Sus primeros desfiles fueron los de Paul Smith, David Koma, Christopher Kane, y Peter Pilotto. Ha caminado para Céline, Altuzarra, Jason Wu, Thakoon, Fenty x Puma, DKNY, Marchesa, Narciso Rodríguez, Tommy Hilfiger, Stella McCartney, Jill Stuart, Chanel, Kenzo, Sonia Rykiel, Mugler, Isabel Marant, Lanvin, Giambattista Valli, Missoni, Dolce and Gabbana, Etro, Bottega Veneta, Fendi, Michael Kors, Vera Wang y Carolina Herrera.
Ha aparecido en la Vogue estadounidense, británica, alemana, parisina, china y en Vogue Italia. También en i-D Magazine, W Magazine, L'Officiel, WSJ, y CR Fashion Book.

## Imagen pública y estilo
En el mundo de la moda, Frederikke Sofie es conocida por su cabello rubio ondulado y su estilo callejero, el cual ha sido celebrado por Vogue, Vogue Paris, W Magazine, y Women's Wear Daily.